# Saint-Denis-Combarnazat
 Saint-Denis-Combarnazat  là một xã ở tỉnh Puy-de-Dôme trong vùng Auvergne-Rhône-Alpes miền trung nước Pháp.